# Micoló
Micoló est une localité de Sao Tomé-et-Principe située sur la côte nord de l'île de São Tomé, dans le district de Lobata, à quelques kilomètres au nord-ouest de la capitale São Tomé, dans le paysage de savane qui caractérise le nord du pays, plus sec.

## Population
Lors du recensement de 2012, 1 404 habitants y ont été dénombrés.

Maisons en bois.
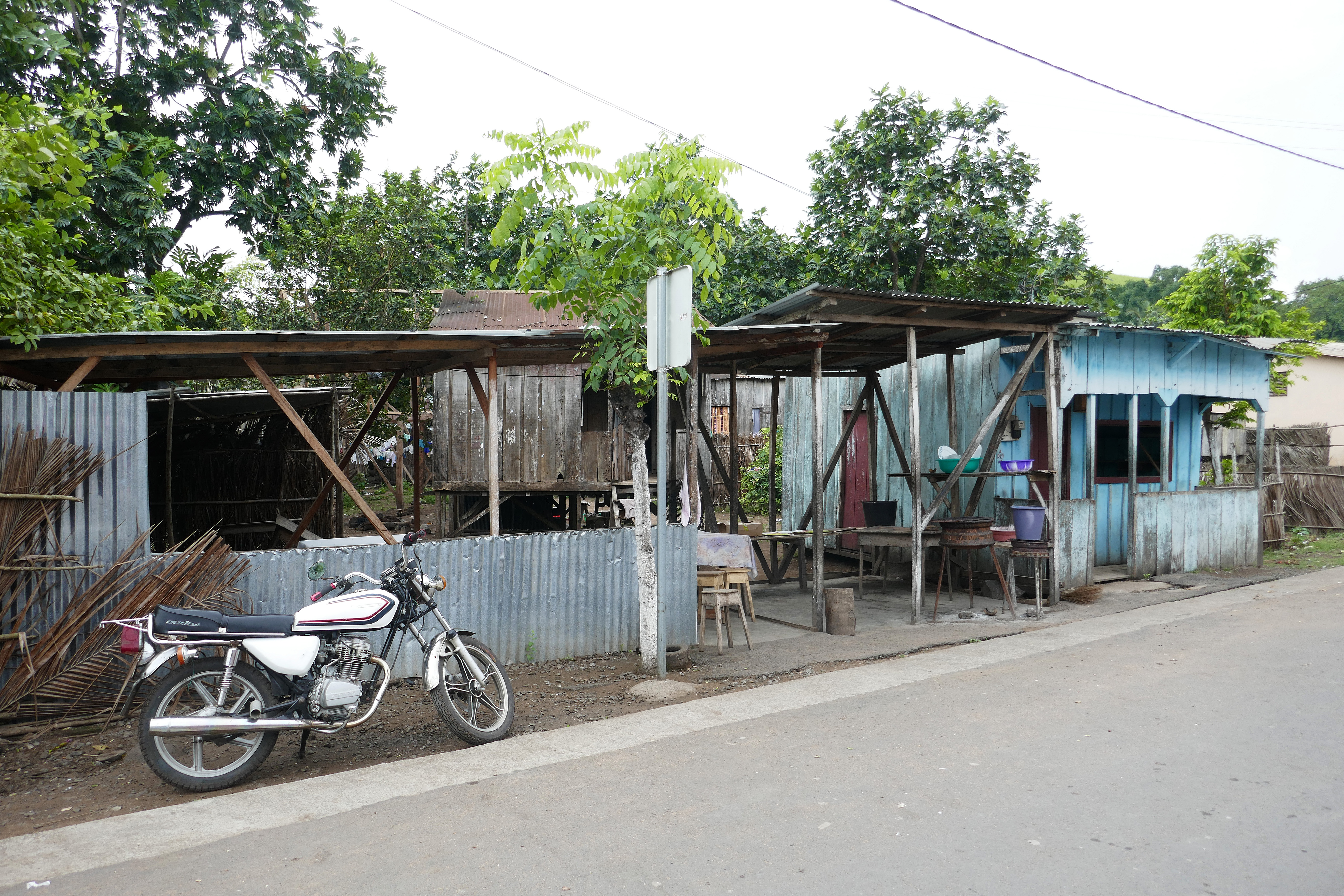
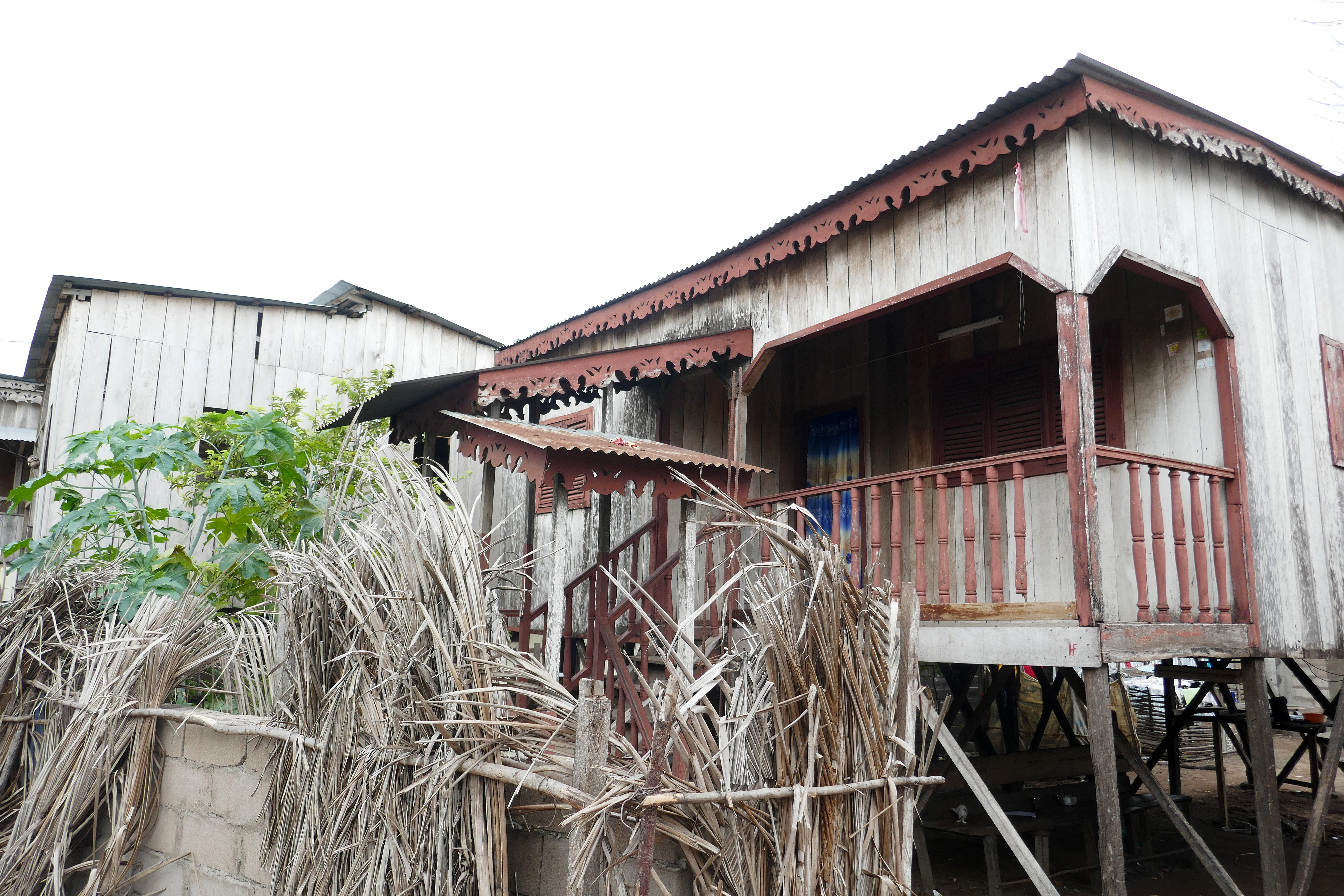
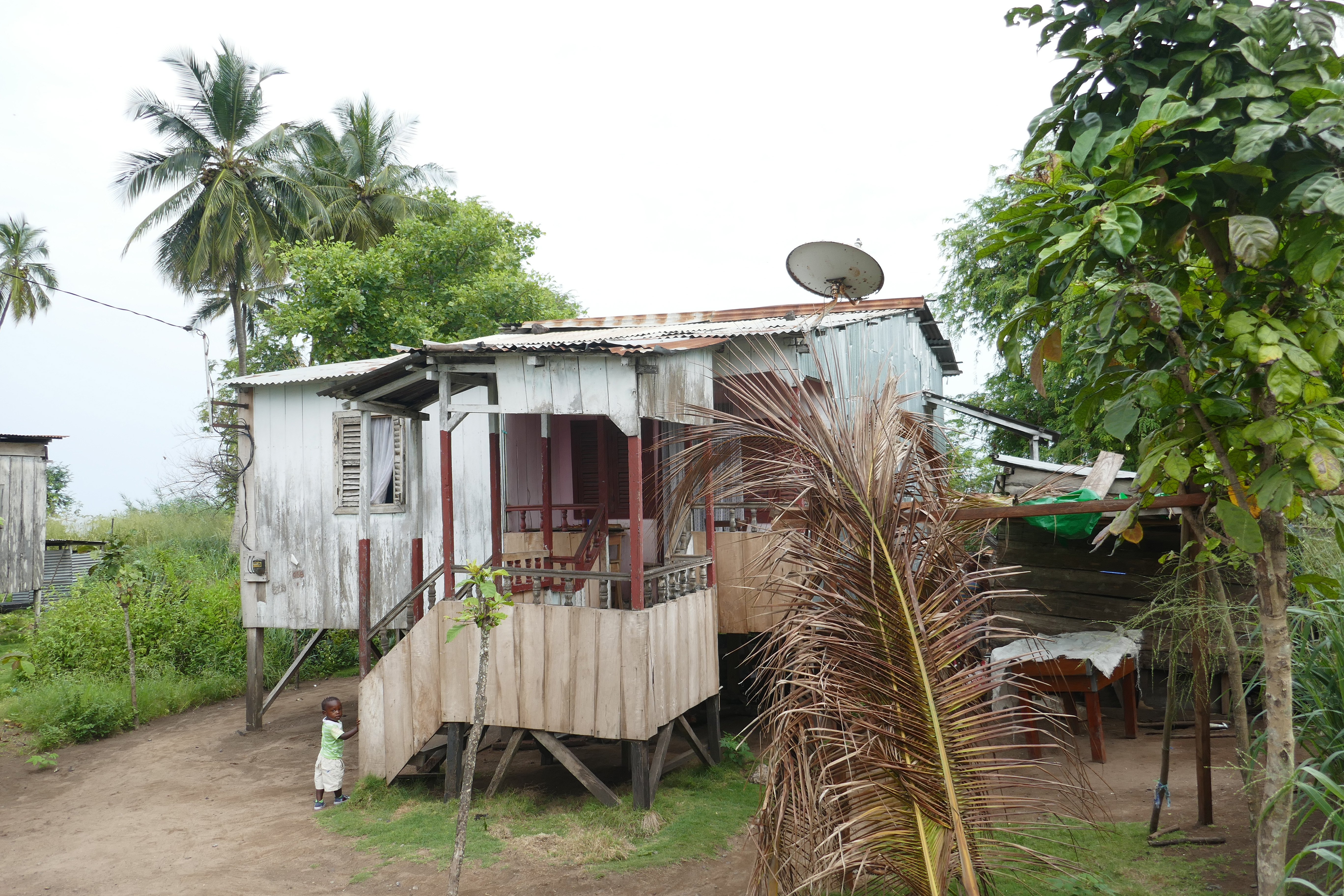
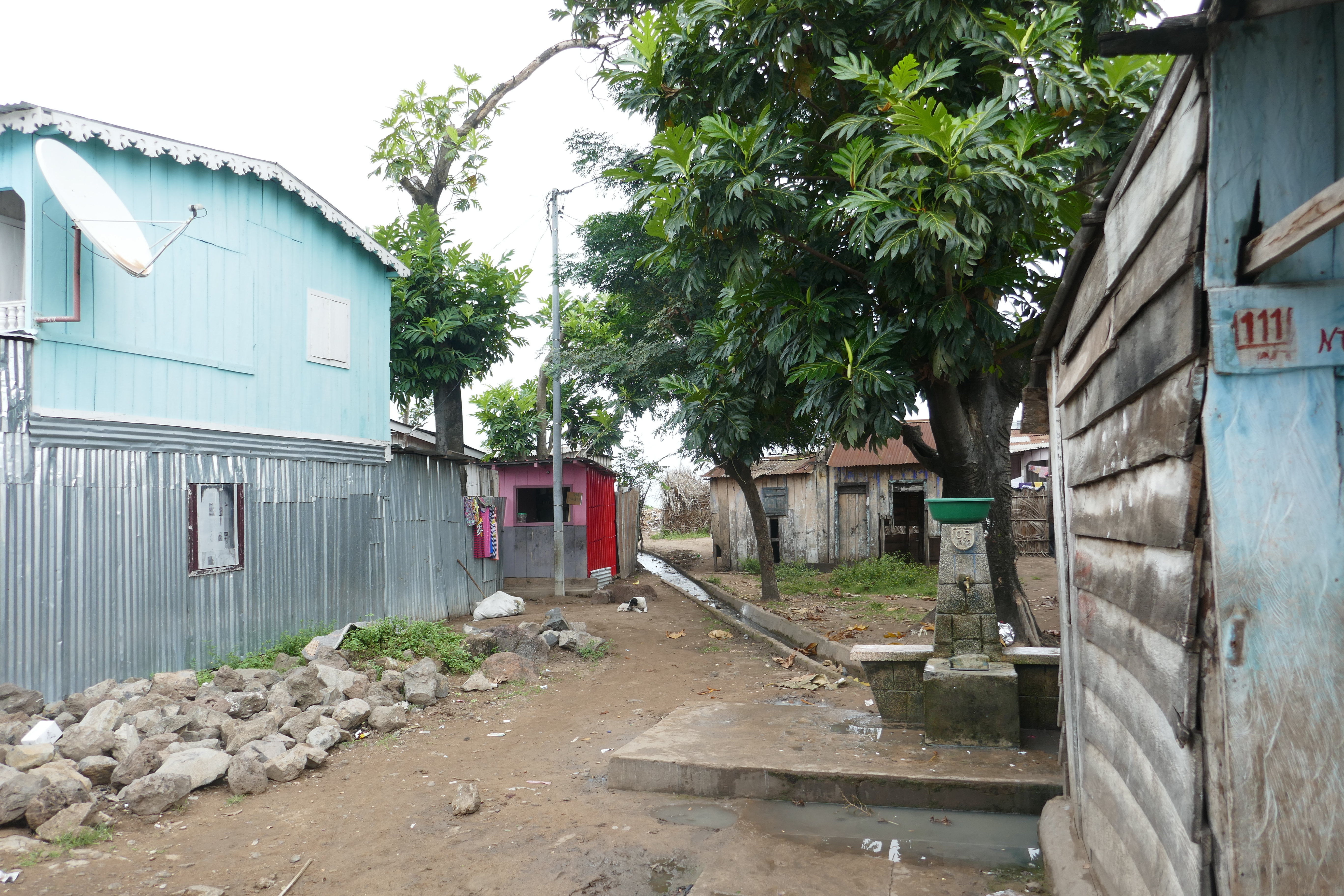

## Tourisme
Face à l'ilhéu das Cabras, Micoló est une localité touristique dotée d'une grande plage qui s'étend sur plusieurs kilomètres jusqu'à Morro Peixe. 

Un centre d'incubation pour les tortues marines a été ouvert dans chacune des deux localités.

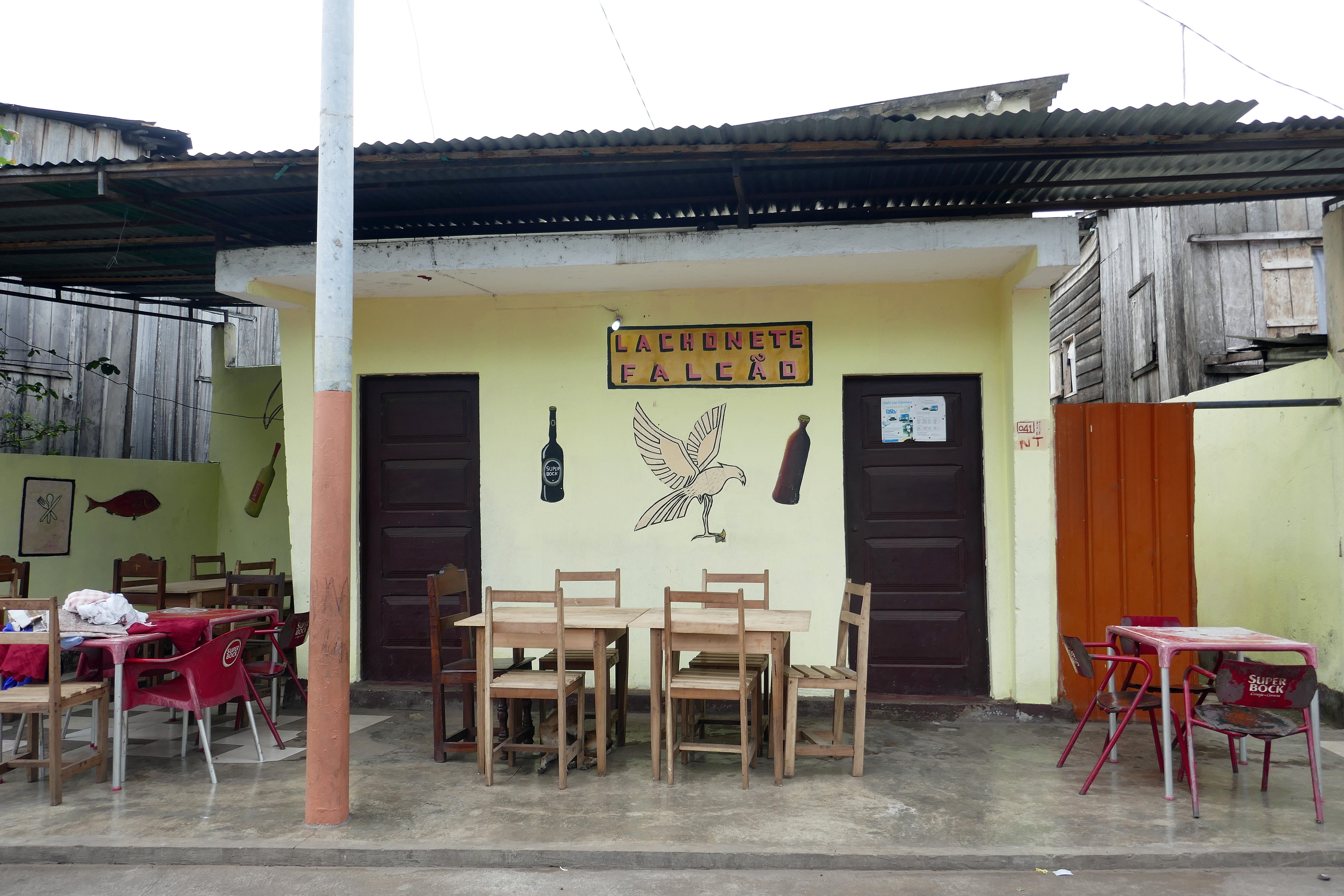
Snack-bar.
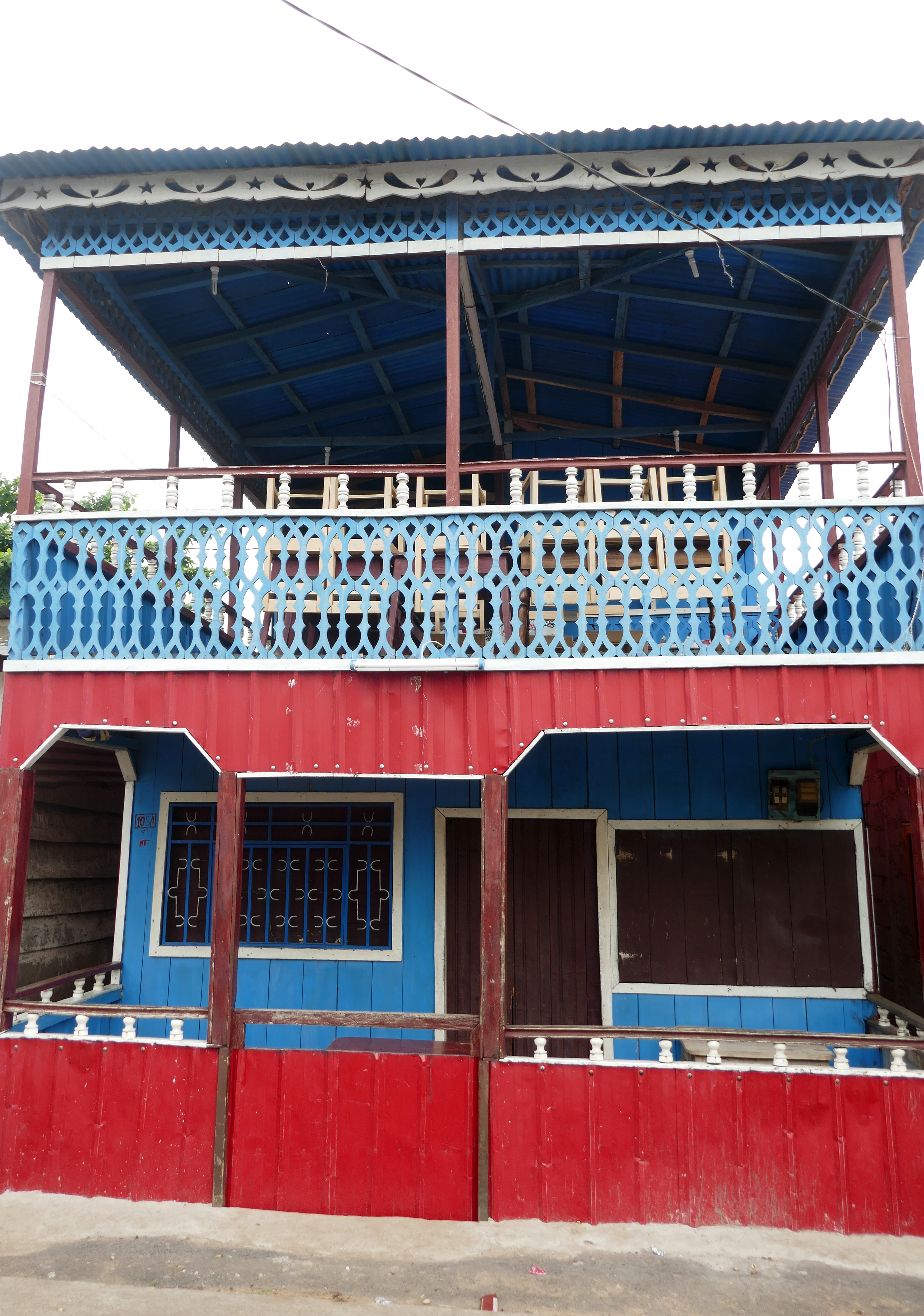
Restaurant.
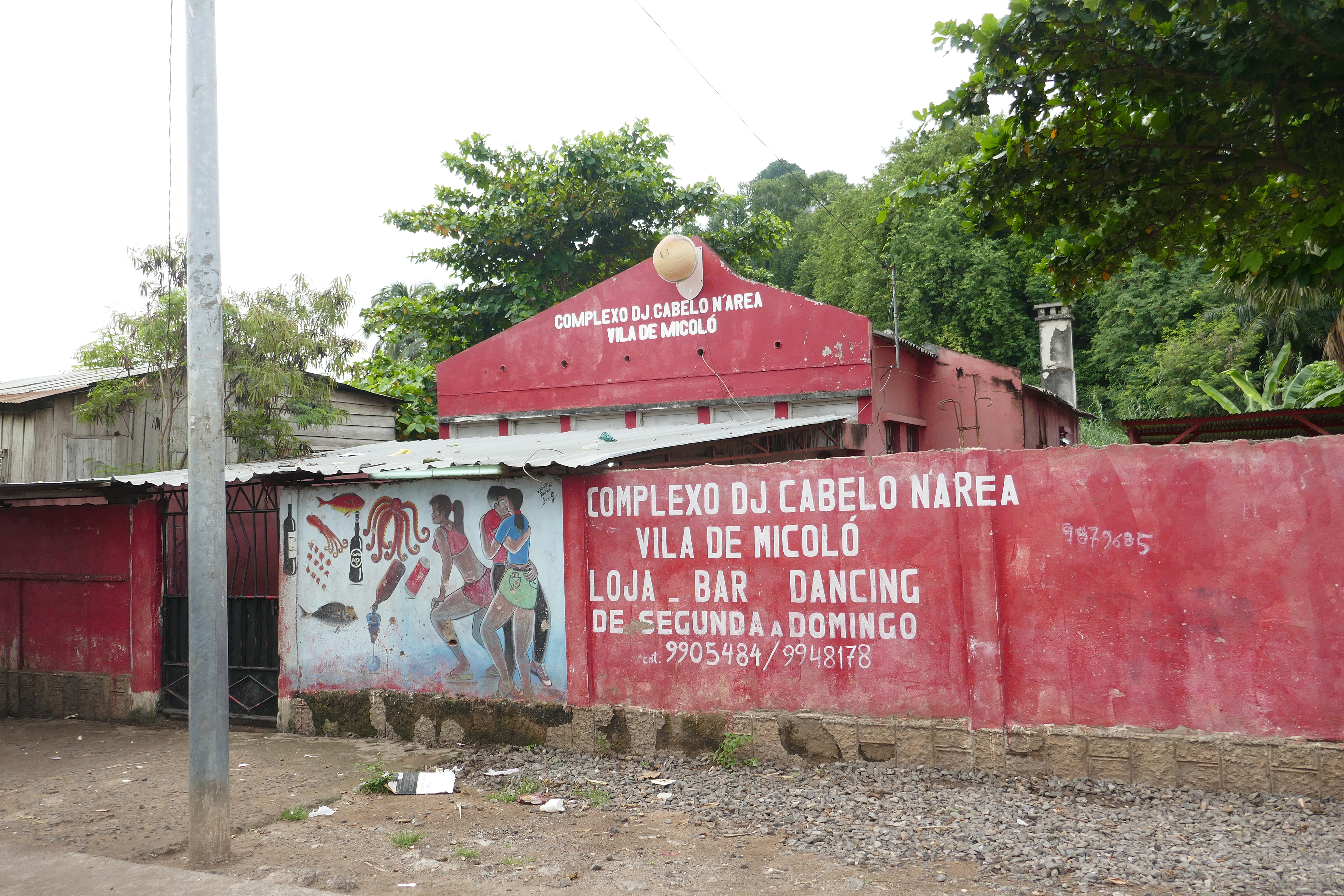
Dancing.
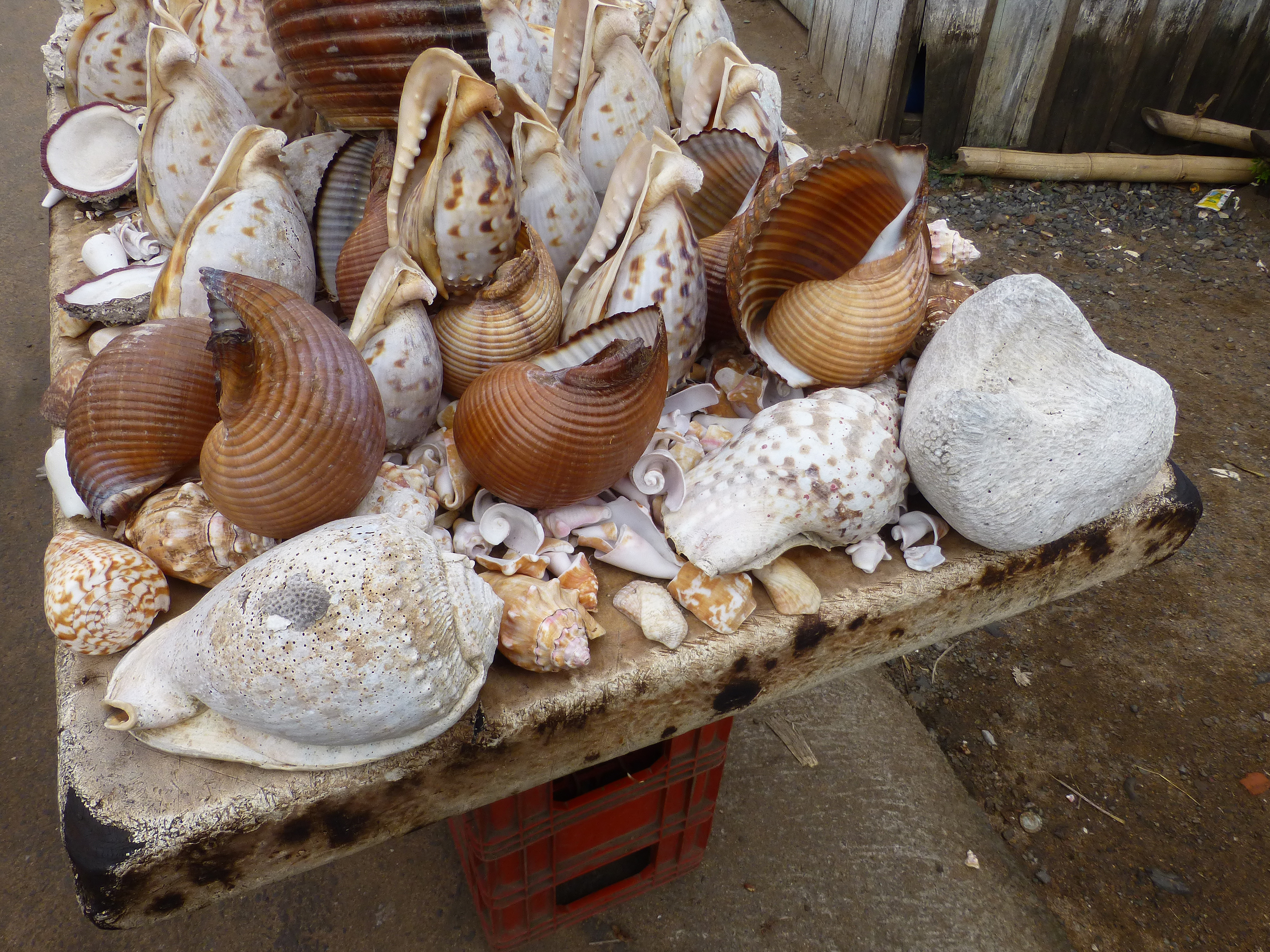
Vente de coquillages.